# Бережаны (Львовская область)
Бережаны (укр. Бережани) — село в Давыдовской сельской общине Львовского района Львовской области Украины.
Население по переписи 2001 года составляло 142 человека. Занимает площадь 1,196 км². Почтовый индекс — 81144. Телефонный код — 3230.

## История
В 1946 г. Указом ПВС УССР хутор Вулька-Вторая переименован в Бережаны.